# Joeuf Homecourt Basket
El Joeuf Homécourt Basket es un equipo de baloncesto francés con sede en la ciudad de Joeuf, que compite en la NM2, la cuarta competición de su país. Disputa sus partidos en la Salle des sports Jean Wurtz, con capacidad para 2.000 espectadores.

## Posiciones en liga
- 1991 - (3)
- 1992 - (3)
- 1993 - (3)
- 2007 - (N2)
- 2008 - (N3)
- 2014 - (1-NM3)
- 2015 - (10-NM2)
- 2016 - (5-NM2)
- 2017 - (10-NM2)
- 2018 - (11-NM2)
- 2019 - (7-NM2)
- 2020 - (12-NM2)
- 2021 - (13-NM2)
- 2022 - (10-NM2)

## Palmarés
- Primero Grupo J NM3 - 2014